# Rasa von Werder
Rasa von Werder (* 16. Juli 1945 in Calw als Rosa Sofia Jakstas) ist eine ehemalige deutsch-US-amerikanische Stripperin, Bodybuilderin und Gründerin einer eigenen Kirche.
Sie wurde vor allem unter ihrem Künstlernamen Kellie Everts bekannt.

## Leben
Rasa von Werder wurde am 15. Juli 1945 im schwäbischen Calw als Rosa Sofia Jakstas geboren. Sie begann eine Karriere als Bodybuilderin.
Im Juli 1967 gewann sie den Titel der Miss Nude Universe. Bei dem Wettkampf präsentierte sie sich komplett nackt vor einem komplett nackten Publikum. 1974 gewann sie den Titel der Miss Body Beautiful.
In der Mai-Ausgabe des Playboy erschienen 1977 Aufnahmen von ihr. Sie war damit die erste Bodybuilderin, die im Playboy erschien. Es folgten noch acht weitere Playboy-Auftritte. Später arbeitete sie als exotische Tänzerin.
1978 hatte sie die Idee, dass auch eine Stripperin als religiöse Botschafterin auftreten könnte. Die Kombination aus Stripperin und ihrer Überzeugung für den Evangelikalismus führten dazu, dass sich die Initiative Stripper for God gründete.
Sie bereiste Amerika und Kanada, wo sie über 1000 Predigten in Variete-Theatern und Nachtclubs hielt. Außerdem bereiste sie auch einmal England. 1988 trat sie in der Fernsehshow The Morton Downey, Jr. auf.
Später beschäftigte sie sich im Rahmen ihrer religiösen Mission mit den Themen Matriarchat und weiblicher Göttlichkeit. Am 16. Juni 1978 hielt sie eine Predigt zu den Drei Geheimnissen von Fátima vor dem Weißen Haus in Washington. Damit wollte sie Russland bekehren.
1981 trainierte sie für Bodybuilding-Wettkämpfe, wurde aber nicht zu den Boardwalk-Regency-Wettkämpfen der IFBB in Atlantic City zugelassen. Sie protestierte dagegen, indem sie ein 30-minütiges Radiointerview gab, bei dem sie nur einen weißen Bikini trug.
Am 2. Februar 2007 verlieh ihr die World Bodybuilding Guild (WBBG) den Titel „Progenitor of Female Bodybuilding“, im August des gleichen Jahres wurde sie in die WBBG-Hall of Fame aufgenommen.
Am 24. Mai 2004 gründete Eberts, die sich mittlerweile Rasa von Werder oder auch Guru Rasa of the Church of MotherGod nannte, die Webseite Woman Thou Art God. Seitdem veröffentlicht sie regelmäßig ihre religiösen Überzeugungen online. Sie hat insgesamt fünfzehn Bücher zu den Themen Matriarchat und Spiritualität veröffentlicht.

## Filmographie
- 1966: She Did It His Way!
- 1966: The Swinger Winter
- 1966: The Girls on F Street
- 1969: Fashion Strip
- 1988: Lesbian Love Slave
- 1989: Stand on Your Man